# Блейш, Себастьян
Себастья́н (нем. Sebastian Bleisch, настоящее имя Норберт Блейш; род. 10 июня 1957, Шверин) — немецкий писатель
 и режиссёр гомосексуальной порнографии.
Дебютировал как прозаик, опубликовал романы «Потеря контроля» (нем. Kontrollverlust; Росток, 1988, покетбук — Мюнхен, 1989, издательство Бертельсманн), «Лорд Мюль» (нем. Lord Müll; Росток, 1990), «Четвёртая Германия» (нем. Viertes Deutschland; Франкфурт-на-Майне, 1992, издательство «Зуркамп», поощрительная премия имени Альфреда Дёблина).
В 1990 году заведовал школьным видеоклубом в Шверине, снимая вместе со школьниками любительское видео экспериментального, некоммерческого плана. Съёмка быстро приняла эротический характер, и Бляйш послал нарезку из наиболее откровенных эпизодов в дюссельдорфскую студию GERO, являющуюся самым большим дистрибьютором гей-порно в Европе. Студия предложила ему контракт на условиях 7000 немецких марок за каждый 60-минутный фильм, в котором будут сняты пять новых моделей.
16 сентября 1996 года во время съёмки очередного фильма Блейш был арестован и 20 мая 1997 года приговорён к двум с половиной годам лишения свободы за участие в его фильмах подростков, которым ещё не исполнилось 16 лет. Делу Блейша была посвящена книга двух немецких журналистов, названная «Оскар Уайльд из Шверина» (нем. Der Oscar Wilde von Schwerin).

## Неполная фильмография
- Die Knabenburg («Замок мальчиков») — первый коммерческий фильм Блейша, выпущенный в 1991 году
- Pfadfinderschlacht («Битва бойскаутов»)
- Blumenbengel («Цветочные проказники»)
- Die Boys vom Bahnhof («Мальчики с вокзала»)
- Boy-Kidnapping («Похищение мальчика»)
- Steinzeitbengel («Проказники из каменного века»)
- Sperma Service
- Rembrandt Jr. («Рембрандт-младший»)
- New Golden Boys № 51, 52, 53, 55, 57, 59, 61, 62, 78 («Новые Золотые мальчики»)